# بی‌یک (روسیه)
بی‌یک (انگلیسی: Biyek) یک شهرک در شهرستان بوزدیاکسکی باشقیرستان کشور روسیه است.